# المغربة (حجة)

تعديل مصدري - تعديل

المغربة هي مدينة ومركز مديرية حجة بمحافظة حجة اليمنية، بلغ تعداد سكانها 1214 نسمة حسب الإحصاء الذي أجري عام 2004.